# 蛭田二郎
蛭田 二郎（ひるた じろう、1933年2月21日 - ）は日本の彫刻家、教育者。日本芸術院会員、日展常務理事、日本彫刻会理事長、岡山県美術家協会会長、岡山大学名誉教授、倉敷芸術科学大学名誉教授・元芸術学部長。
茨城県出身。彫刻家の小森邦夫に師事。
精妙で感性豊かな作風で日展を中心に多くの女性像を発表しているが、岡山県岡山市の桃太郎大通り沿いにある『ももたろう』シリーズの彫刻群や、郷里の茨城県北茨城市にある『七つの子』の像など子供の世界をあつかった作品も多い。また岡山大学、倉敷芸術科学大学などで教鞭を執り、多くの後進を育成してきた。

## 略歴
- 1933年、茨城県北茨城市に生まれる。
- 1958年、茨城大学教育学部を卒業する。第6回日彫展に「少女の首」で初入選する。
- 1962年、第10回日彫展において「ポーズ」で奨励賞を受賞する。
- 1963年、日彫会会員となる。
- 1965年、第8回新日展に「L字型のポーズ」で初入選する。
- 1966年、第9回新日展において「ひとり」で特選を受賞する。
- 1967年、第10回新日展において「おんな」で特選を受賞する。
- 1968年、第11回新日展に委嘱出品した「女’68」で菊華賞を受賞する。
- 1969年、第1回改組日展の審査員となる。
- 1970年、日展会員となる。
- 1972年、岡山大学教育学部講師となる。
- 1973年、岡山大学教育学部助教授となる。
- 1979年、岡山大学教育学部教授となる。
- 1984年、日本彫刻会運営委員となる。
- 1990年、日展評議員となる。
- 1995年、岡山大学名誉教授、倉敷芸術科学大学芸術学部長となる。
- 1996年、第28回改組日展において「告知」で文部大臣賞を受賞する。
- 1997年、岡山県文化賞を受賞する。
- 1999年、文化功労として山陽新聞賞を受賞する。
- 2000年、倉敷芸術科学大学院芸術研究科長となる。
- 2002年、日本彫刻会理事、日展理事となる。第33回改組日展に出品した「告知-2001-」で日本芸術院賞を受賞する。岡山県文化特別顕彰、第35回三木記念賞を受賞する。
- 2005年、日本芸術院会員となる。
- 2016年、茨城県北茨城市の公共の宿「マウントあかね」内に「蛭田二郎彫刻ギャラリー」開設[2]。
- 2018年11月、秋の叙勲で旭日中綬章を受章[3]。

## 作品集
- 蛭田二郎彫刻作品集（求龍堂）

## 関連サイト
- 桃太郎大通りアートミュージアム